# Magdalena Mroczkiewicz
Magdalena Urszula Mroczkiewicz (Danzica, 28 agosto 1979) è una schermitrice polacca, vincitrice di una medaglia d'argento nella scherma ai giochi olimpici.

## Palmarès
In carriera ha conseguito i seguenti risultati:
- Giochi Olimpici:

Sydney 2000: argento nel fioretto a squadre.
- Mondiali di scherma

La Chaux de Fonds 1998: bronzo nel fioretto a squadre.
Seoul 1999: argento nel fioretto a squadre.
Lisbona 2002: argento nel fioretto a squadre.
L'Avana 2003: oro nel fioretto a squadre.
New York 2004: bronzo nel fioretto a squadre.
San Pietroburgo 2007: oro nel fioretto a squadre.
- Europei di scherma

Mosca 2002: oro nel fioretto a squadre.
Bourges 2003: oro nel fioretto a squadre.
Smirne 2006: bronzo nel fioretto a squadre.